# Alfred Kinsey
Pour les articles homonymes, voir Kinsey.
Alfred Charles Kinsey, né le 23 juin 1894 à Hoboken (New Jersey, États-Unis) et mort le 25 août 1956 à Bloomington (Indiana, États-Unis), est un professeur d'entomologie et de zoologie, connu pour avoir publié deux importantes études descriptives sur le comportement sexuel de l'homme et de la femme : Sexual Behavior in the Human Male (1948) et Sexual Behavior in the Human Female (1953), et pour les accusations à son encontre de faits de pédocriminalité,,.
Ces publications ont provoqué un certain émoi dans la communauté scientifique de même que parmi le grand public : devenues des succès de librairie, ces deux études révélaient par exemple les pratiques assez communes de la masturbation, de rapports sexuels avant le mariage et extraconjugaux et d'expériences homosexuelles.
Kinsey est considéré comme un pionnier de la sexologie, ainsi que comme un précurseur de la révolution sexuelle des années 1960-1970. Les rapports et travaux de Kinsey ont ouvert la voie à ceux de William Masters et Virginia Johnson ainsi qu'à toute la sexologie clinique.
En 1947, il a fondé à l'université de l'Indiana à Bloomington, un Institute for Sex Research (« Institut pour la recherche sur le sexe »), rebaptisé plus tard Kinsey Institute for Research in Sex, Gender and Reproduction (appelé couramment Kinsey Institute). L’Institute for Sex Research est à ce jour le seul institut de recherche spécialisé dans l'étude de la sexualité humaine dans le monde anglo-saxon et l'un des rares au monde parmi la quinzaine actifs. Dans le milieu germanophone, c'est l’Institut pour la recherche sexuelle de Magnus Hirschfeld à l'université de Berlin qui est le premier fondé en 1919. Dans le milieu francophone, c'est l'Université du Québec à Montréal qui fonde un département de sexologie indépendant en 1969, auquel sont greffés deux chaires de recherches actives.
Ses travaux ont suscité maintes controverses scientifiques ou non. Il lui est principalement reproché ses motivations personnelles à promouvoir son objet d'étude et la médiocre représentativité de l'échantillon de population étudié par son institut. 
Kinsey est accusé d'avoir obtenu les résultats de ses recherches en ayant eu recours aux services d'un nombre inconnu de pédophiles. L'Institut Kinsey s'est toujours refusé à révéler les sources de l’échantillonnage et le contenu de ses archives sensibles. Certains noms ont été mentionnés, comme celui du pédocriminel notoire "Rex King" alias "Mister X".

## Biographie
Kinsey est né le 23 juin 1894 à Hoboken dans le New Jersey. Il est le fils de Sarah Ann (née Charles) et d'Alfred Kinsey Seguine. Kinsey était l'aîné de trois enfants. Son père était un professeur à l'Institut de technologie Stevens. Kinsey a reçu dans son enfance divers traitements pour de nombreuses maladies. Il était atteint de rachitisme, de rhumatisme articulaire aigu, et de la fièvre typhoïde. Son rachitisme a eu pour conséquence une courbure de la colonne vertébrale, ce qui a entraîné son exemption en 1917 lui évitant ainsi de combattre durant la Première Guerre mondiale.
Les parents de Kinsey étaient de fervents chrétiens. Son père était connu comme l'un des membres les plus engagés dans la section locale méthodiste. Kinsey avait d'ailleurs peu de contact avec des personnes extérieures à son église. À 10 ans, Kinsey a déménagé avec sa famille à South Orange dans le New Jersey.
Au lycée, Kinsey était un étudiant tranquille qui travaillait dur. Pendant ses études au lycée de Columbia, il a consacré son énergie au travail scolaire et à jouer du piano. À un moment, Kinsey avait espéré devenir un pianiste professionnel ; il a finalement décidé de se concentrer dans ses activités scientifiques. À l'automne 1914, Kinsey est entré au Bowdoin College, où il a étudié l'entomologie sous la direction de Manton Copeland, et a été admis à la fraternité Zeta Psi, dans la maison duquel il a vécu une grande partie de son temps à l'université. En 1916, Kinsey a été élu dans le club Phi Beta Kappa et diplômé magna cum laude, en biologie et psychologie. Son père, Alfred Kinsey Seguine n'a pas assisté à la cérémonie de remise des diplômes de son fils à Bowdoin, peut-être un autre signe de désapprobation des choix de son fils en matière de carrière et d'études. Kinsey a poursuivi ses études supérieures à l'université Harvard à l'Institut Bussey, qui était l'un des programmes de biologie les plus réputés des États-Unis. C'est là que Kinsey a étudié la biologie appliquée sous la direction de William Morton Wheeler, un entomologiste reconnu.
Kinsey a épousé Clara Bracken McMillen en 1921. Ils ont eu quatre enfants. Leur premier-né, Donald, né en 1922 est mort en 1927, juste avant son cinquième anniversaire, des complications aiguës dû à un diabète juvénile. Sa fille, Anne, est née en 1924, suivie par Joan en 1925, et Bruce en 1928.
Kinsey a écrit un manuel, Introduction à la biologie, qui a été publié en octobre 1926. Il a également co-écrit Les plantes sauvages comestibles de l'Est de l'Amérique du Nord avec Merritt Lyndon Fernald, publié en 1943. L'ébauche originale de cet ouvrage a été écrite en 1919-1920, alors que Kinsey était encore étudiant en doctorat à l'Institut Bussey et Fernald.
Kinsey est mort le 25 août 1956, à l'âge de 62 ans, d'une maladie de cœur et d'une pneumonie.

### Vie privée et habitudes sexuelles
Kinsey était bisexuel et avait choisi avec son épouse de vivre sur le mode d'un couple libre. C'est ainsi que Kinsey a eu, par exemple, son jardinier puis collaborateur Clyde Martin (en) comme amant.
Jeune homme, Kinsey a commencé par s'insérer des d'objets dans l'urètre, au début des pailles avant de passer à des cure-pipes, des crayons et enfin une brosse à dents, pour se punir d'avoir des sentiments érotiques homosexuels. Il poursuivit ces insertions de brosses à dents tout au long de sa vie adulte,. Après être devenu habitué à la douleur des insertions dans l'urètre, Kinsey se circoncit sans anesthésie.

## Étude de la sexualité humaine

### Kinsey, pionnier de la sexologie scientifique
Avant le XXe siècle, il n'y avait pratiquement pas d'études scientifiques de la sexualité. Depuis, le travail de quatre chercheurs en sciences sociales a eu de profondes répercussions sur notre compréhension de la sexualité humaine : Sigmund Freud, Alfred Kinsey, et l'équipe de William Masters et Virginia Johnson. Kinsey est largement considéré comme la première grande figure de la sexologie américaine.
Il a d'abord été intéressé par les différentes formes de pratiques sexuelles en 1933, après avoir discuté du sujet en profondeur avec un collègue, Robert Kroc. C'est pendant cette période qu'il développe une échelle mesurant l'orientation sexuelle, maintenant connue sous le nom d'échelle de Kinsey, qui va de 0 à 6, où 0 est exclusivement hétérosexuel et 6 est exclusivement homosexuel.
En 1935, Kinsey prononce un discours pour un groupe de discussion du corps professoral de l'université d'Indiana, son premier débat public sur le sujet, dans lequel il attaque « l'ignorance généralisée de la structure sexuelle et de la physiologie » et soutient que « le retard du mariage » (et donc une expérience sexuelle retardée) est psychologiquement préjudiciable. Kinsey obtient des fonds de recherche de la Fondation Rockefeller, ce qui lui permet d'étudier plus avant le comportement sexuel humain. Il publie Le Comportement sexuel de l’homme en 1948, suivi en 1953 par Le Comportement sexuel de la femme, qui tous deux sont des best-sellers et transforment Kinsey en célébrité. Ces publications seront plus tard connues sous le nom de rapports Kinsey. Des articles sur lui paraissaient dans les magazines comme Time, Life, Look, et McCall.
Selon son biographe, en privé, Kinsey a toujours été plus qu'un enquêteur. Il était un réformateur social, un homme qui a mené avec constance fanatique sa propre guerre privée contre la répression sexuelle et l’hypocrisie. Il espérait voir chacun se débarrasser du poids de sa culpabilité et s’abandonner, embrasser sa sexualité avec joie.
Chez l’être humain, il était déjà établi que le but fonctionnel du comportement sexuel avait dépassé le coït vaginal à visée reproductrice, pour satisfaire la recherche des récompenses érotiques, procurées par la stimulation du corps et des zones érogènes. Le comportement de reproduction a évolué vers un comportement érotique. Les données de Kinsey montrent la contradiction faramineuse entre les morales religieuses en vigueur et les comportements sexuels effectifs. Kinsey apporte une validation statistique à l’abandon de la seule référence des actes procréateurs, seuls autorisés, entre personnes mariées, en chiffrant le comportement érotique à l’aune des « réalisations orgasmiques ». Le deuxième rapport paru en 1953 est consacré au comportement sexuel de la femme. Il réaffirme l’intérêt de faire une étude sérieuse et objective de la sexualité humaine, en se préservant des a-priori moralisateurs paralysants. Il approfondit une étude de la physiologie érotique, avec des enregistrements graphiques innovants. Il souligne l’innocuité et même l’utilité de la masturbation infantile, qui effectue le rodage de la réaction sexuelle. Il insiste sur les bienfaits de l’orgasme, prodiguant apaisement et joie de vivre contrairement à sa mauvaise réputation, l’orgasme réciproque cimentant le couple, son épanouissement et sa stabilité.

La démarche de Kinsey constitue une rupture d’une part avec la sexologie clinique du siècle précédent qui se focalisait sur les "déviations", d'autre part avec la théorie freudienne de la sexualité, et les modes d'appréciation de la sexualité fondés sur la morale religieuse, la médecine ou la criminologie. Selon Alain Giami, chercheur en sciences sociales, 

« Kinsey fait entrer la sexualité dans le champ des sciences naturelles en tirant son argumentation de la zoologie, de la biologie, et de la physiologie et en ayant recours à la statistique et à des facteurs d'ordre sociologique. Il se situe cependant dans le droit-fil de la modernité sexuelle fondée sur la reconnaissance du caractère positif de l'activité sexuelle (Robinson: 1976) dont il veut élaborer une connaissance essentiellement descriptive des pratiques effectives, dépourvue de toute connotation morale et de tout jugement a priori. »

— Alain Giami, De Kinsey au sida : l'évolution de la construction du comportement sexuel dans les enquêtes quantitatives.
Les publications de Kinsey auront consisté à proposer au grand public la description exhaustive de formes de sexualités auparavant considérées comme marginales. Ainsi, selon ses travaux, les relations avant le mariage, l'adultère, la masturbation, l'homosexualité, le sado-masochisme, la prostitution et la bisexualité qui, jusque-là, étaient considérées comme immorales et souvent pénalement réprimées, s'avérèrent plus communément répandus que ne le pensait alors l'opinion publique. À cet égard, ses travaux de divulgation, qui ont engendré une tempête de controverses, sont considérés par beaucoup comme ayant joué un rôle promoteur dans la libération sexuelle des années 1960 et 1970 en permettant de parler ouvertement au grand public de pratiques jusqu'alors confinées avec pudeur dans le secret confessionnel, les travaux des médecins spécialisés ou des criminologues, et en contribuant à faire évoluer profondément les pratiques sexuelles des Américains. Sa recherche est citée comme ayant ouvert la voie à une exploration plus profonde de la sexualité chez les sexologues et le grand public, et comme ayant libéré la sexualité féminine,.

#### Aspects statistiques et méthodologiques
La base de ses ouvrages majeurs, les rapports Kinsey, est constituée d’un recueil sans précédent de données sur les comportements sexuels intimes consacré par le rapport du comité de la Société américaine de statistique : l’ASA loue les aspects statistiques et méthodologiques du travail de Kinsey, d’une qualité qui surpasse tout ce qui a été fait auparavant :

« Les aspects statistiques et méthodologiques du travail de Kinsey représentent un travail remarquable en comparaison avec d'autres grandes études de sexe. En comparant le travail de Kinsey avec les neuf autres études majeures sur le sexe (dont quatre ont été financées et supervisées par le même comité du National Research Council), le rapport de Kinsey était supérieur à tous les autres :
- dans la couverture systématique de leurs données
- dans le nombre d’items recensés
- dans la composition de leur échantillon en ce qui concerne l’âge, l’éducation, la religion, la répartition rural-urbain, la situation professionnelle et géographique
- dans le nombre et la variété de contrôles méthodologiques qu'ils emploient dans leurs analyses statistiques.

Autant que nous pouvons en juger par notre connaissance actuelle, ou à partir des évaluations critiques d'un certain nombre d'autres spécialistes qualifiés, la qualité de leurs relevés/interviews était parmi les meilleures. »

— rapport de l’ASA, page 2, 1954,.
Recueillies au cours de plus de 10 000 interviews, ces données constituent une base de données étudiée, explorée et citée dans de nombreuses études sur le sexe, jusqu’à nos jours. Au cours du long processus d'élaboration méthodologique des interviews qui lui ont permis de recueillir les données fondatrices de son œuvre, Kinsey a soigneusement préparé ses collaborateurs en se soumettant lui-même, puis en les soumettant chacun aux mêmes questions. Kinsey, très profondément et personnellement impliqué dans ses recherches, s’est livré très intimement. Les données sur sa vie privée et ses habitudes sexuelles intimes, alors recueillies pour les besoins de son étude scientifique remettront en question plus tard « l'image autoproclamée du scientifique dépassionné » comme le rappelle Roy Porter (en), professeur d'histoire sociale de la médecine,,.

### Échelle de Kinsey
Les enquêtes menées par Alfred Kinsey au tournant des années 1950 auront entre autres permis de constater que l'homosexualité et l'hétérosexualité ne sont pas des orientations sexuelles et amoureuses mutuellement exclusives.
Elles constituent plutôt deux pôles distinctifs ou complémentaires d'un même continuum sexuel humain. À partir de deux études effectuées sur le comportement sexuel des Américains auprès de quelque 5 300 hommes en 1948 et de 8 000 femmes en 1953, Kinsey établit une échelle portant sur la diversité des orientations sexuelles. Cette échelle, graduée de 0 à 6 entre hétérosexualité et homosexualité, se proposait d'évaluer les individus à partir de leurs diverses expériences et réactions psychologiques :
| Score | Explication                                                |
| ----- | ---------------------------------------------------------- |
| X     | Asexuel                                                    |
| 0     | Exclusivement hétérosexuel                                 |
| 1     | Principalement hétérosexuel, exceptionnellement homosexuel |
| 2     | Principalement hétérosexuel, occasionnellement homosexuel  |
| 3     | Bisexuel sans préférence                                   |
| 4     | Principalement homosexuel, occasionnellement hétérosexuel  |
| 5     | Principalement homosexuel, exceptionnellement hétérosexuel |
| 6     | Exclusivement homosexuel                                   |

Ce schéma avait pour ambition de décrire de façon plus nuancée toute la diversité des orientations sexuelles au sein d'une population donnée. Selon Kinsey, l'être humain porte en lui une composante, à la fois et tour à tour, soit hétérosexuelle ou homosexuelle lesquelles s'aménageront diversement d'une personne à l’autre selon les circonstances particulières de son vécu. Partant, on ne peut donc finalement établir de catégories sexuelles parfaitement définies ou « tranchées au couteau », d'autant plus qu'à l’acte sexuel viendront s'ajouter les traits personnels de sensibilité et de l'affectivité qui complexifieront davantage les comportements de chaque individu.
Kinsey évitait et désapprouvait l’utilisation de termes comme homosexuel ou hétérosexuel pour décrire les personnes, affirmant que la sexualité d’un individu est sujette à d’incessants changements au fil du temps. Ainsi Kinsey refusait-il de considérer qu’il existe des hommes définitivement hétérosexuels ou définitivement homosexuels.
« On ne peut cataloguer les hommes en deux catégories distinctes : hétérosexuels et homosexuels... Seul l'esprit humain invente ces catégories et tente de faire entrer de force la réalité dans des cases étriquées. Le monde vivant est un continuum avec des personnes dans la population qui n’occupent pas seulement les sept catégories de l’échelle (dite de Kinsey)... Même une échelle de sept points ne peut prétendre que de se rapprocher des innombrables nuances qui existent en réalité »
— Selon Kinsey, Sexual Behavior in the Human Male, pages 647-657 .
En déplorant la pénalisation de l’homosexualité, Kinsey regrettait par exemple qu’un homme, pour l’essentiel hétérosexuel, mais qui a eu une expérience homosexuelle, puisse être considéré par la loi et condamné comme étant un homosexuel.
Le biographe James H. Jones écrivait à ce sujet :
« Si Kinsey nous a appris une chose, c’est que la sexualité humaine est un continuum de variétés de comportements, et que chacun se situe à une place très personnelle sur ce continuum »
— Selon le biographe James H. Jones, interview pour NEW RIVER MEDIA.
L'échelle de Kinsey a par la suite fait l'objet d'approfondissements et de nuances de la part de sexologues postérieurs comme Fritz Klein dont la grille d'orientation sexuelle est une proposition ajoutant plus de nuances à l'échelle de Kinsey.

## Critiques et controverses

### Premières réceptions critiques
Selon Richard Rhodes, les attaques les plus importantes sont venues des psychiatres et psychanalystes, « qui percevaient une menace dans sa vision quantitative et tolérante de la variation sexuelle ».
À la sortie du 2e rapport Kinsey, en 1953, alors que les liens présumés de Kinsey avec le communisme font l’objet de questions dans le cadre de l’enquête du comité Reece et de la période maccarthyste, Reinhold Niebuhr, théologien américain protestant célèbre pour ses études sur les relations entre la foi chrétienne et la réalité de la politique moderne et de la diplomatie, ainsi que pour sa lutte contre le communisme, attaqua l’homme qui défendait la thèse de l’égalité sociale et sexuelle de la femme pour son « ignorance abyssale de la complexité dans les hauteurs et les profondeurs de l'esprit humain ».
L'anthropologue Margaret Mead, bien que militant en faveur d'une ouverture des mœurs sexuelles au sein de la société américaine, critique Kinsey pour le bouleversement dans l’équilibre « entre l’ignorance et le savoir » que ses travaux présentent pour la société.
Gérard Zwang, chirurgien-urologue et sexologue, décrit les premières réactions de l’Église « qui se gaussa du Rapport Kinsey, proclamant qu’elle savait déjà tout »

### Représentativité de l'échantillon de population étudié par Kinsey
En août 1950, sur recommandation de la Fondation Rockefeller, et pour apaiser les doutes au sujet de son travail, Kinsey commence à travailler avec un comité consultatif statistique de la Société américaine de statistique. En avril 1951, le comité chargé d’évaluer les recherches de Kinsey n’avait pas encore terminé ses évaluations, mais en fonction de leurs résultats préliminaires, ils ont fait la déclaration suivante : « Sans préjuger de nos conclusions finales, nous ne voyons à cette étape aucun facteur s’opposant à recommander une poursuite du soutien financier des travaux de l'Institut de recherche de sexe». Six ans après la publication du premier Rapport Kinsey, en 1954, la commission de la Société américaine de statistique publie un rapport recensant un certain nombre de problèmes dans la méthode d'échantillonnage de Kinsey dans un rapport qui se veut modéré, qui loue les aspects statistiques et méthodologiques du travail de Kinsey, un rapport qui critique mais excuse les biais d’échantillonnage :
« Beaucoup des conclusions de Kinsey sont soumises à caution en raison d'erreurs possibles dans la constitution des échantillons. Cela n’est pas une critique de leur travail (même si elle est une critique de certaines de leurs interprétations). À ce jour, aucune étude de sexe d'une population humaine large, qu’elle soit médicale, psychiatrique, psychologique ou sociologique, n’a été en mesure d'éviter cette difficulté, et nous croyons que Kinsey ne pouvait éviter l'utilisation d'un échantillon non probabiliste au début de leur travail »
— rapport de l’ASA, page 2, 1954
.
Beaucoup plus critique, le statisticien John Tukey, membre de la commission de l’ASA citée ci-dessus, dénonce la méthodologie de Kinsey, notamment quant à son choix des personnes interrogées. Tukey déclare : « Il aurait mieux valu trois personnes au hasard qu'un groupe de 300 personnes sélectionnées par M. Kinsey. La critique porte principalement sur la surreprésentation de certains groupes : 55 % de détenus ou anciens prisonniers, et 5 % de prostitués masculins. 26 % (1 400) des 5 300 hommes blancs étaient des délinquants sexuels».
Abraham Maslow, psychologue, relève le « biais » dû au fait que les personnes interrogées sont exclusivement des volontaires, moins timides pour parler de leurs comportements intimes, gonflant probablement les pourcentages des comportements sexuels non conventionnels et/ou désapprouvés tel que la masturbation, le sexe oral, Le sexe pré-marital extra-marital. Maslow avait pris contact avec Kinsey pour l'alerter sur le fait que ce biais risquait de fragiliser son étude.

Kinsey commentait ainsi la constitution de l’échantillon de population qui avait participé en tant que répondant à son questionnaire: 
« Notre étude tient compte de toutes sortes d'individus et de tous les aspects du comportement sexuel. Les cas étudiés, ainsi que les résultats obtenus sur chaque cas, ont été choisis sans aucune notion préconçue de rareté ou de banalité, de normal ou d'anormal, de valeur morale ou sociale. Une telle discrimination aurait empêché d'établir les faits de façon précise. L'étude impartiale du comportement sexuel a été considérablement entravée par le fait que certains aspects de ce comportement sont presque universellement considérés - même dans les milieux scientifiques - comme normaux et d'autres comme anormaux. La similitude des distinctions faites entre les termes normaux et anormaux, et les termes bien et mal, démontre amplement les origines philosophiques, religieuses et culturelles de ces concepts. (...) Notre étude est avant tout une description de ce que font les hommes, et non de ce qu'ils devraient faire, ni des catégories d'hommes qui agissent ainsi. Elle décrit le comportement sexuel de l'américain tel que nous le rencontrons. (...) Nous avons fait l'analyse impartiale de tous les genres d'activité sexuelle qu'on trouve dans toutes les catégories d'hommes.(...) Notre étude embrasse tous les aspects du comportement sexuel humain, et non son aspect biologique, psychologique ou sociologique pris isolément. »
— selon Kinsey, Sexual Behavior in the Human Male, page 25, traduction Alain Giami, De Kinsey au sida : l'évolution de la construction du comportement sexuel dans les enquêtes quantitatives

### Sexualité infantile
Les points des rapports Kinsey sur la sexualité infantile ont fait l'objet de controverses, du fait des données contenues dans les tables 31-34. Selon le rapport, la majeure partie des informations sur la sexualité infantile aurait été obtenue à partir d'adultes se rappelant leur propre enfance (ce qui exclut de fait les nombreux nourrissons et enfants de moins de 4 - 5 ans). Certains auraient été des parents qui auraient observé leurs enfants, certains des enseignants qui auraient observé les enfants interagir ou ayant des comportements à connotation sexuelle (ce qui est plus que douteux étant donné que le rapport de ces tables fait mention "d'orgasmes"). Kinsey aurait recueilli des éléments sur l'orgasme pré-pubère de données censément fournies par neuf personnes ayant eu des expériences sexuelles avec des enfants.
Le Dr John Bancroft, responsable du Kinsey Institute for Research in Sex, Gender, and Reproduction a reconnu par la suite que Kinsey s'était basé, pour établir les données présentes dans ces tables, sur les allégations d'un seul homme qui a « sans aucun doute exploité sexuellement les enfants dont le comportement a été reporté » : « Nous pensons que l’un de ces neuf hommes est la source des données publiées dans Sexual Behavior in the Human Male. Il disposait d’observations faites par d’autres hommes, qu'il a utilisées dans d'autres analyses au cours de ce chapitre, mais il ne les a pas intégrées dans ces tables 31-34 . »
Les chiffres que Kinsey avança ont été depuis validés par son successeur Paul Gebhardt du Kinsey Institute qui, dans son rapport publié en 1979, conclut qu'aucune des estimations avancées par son prédécesseur n'avait été significativement faussée ou affectée par ce présumé travers de procédure. Cependant, cette étude conserve un aspect problématique en raison de sa provenance partisane puisque le Kinsey Institute se veut l'héritier et le propagateur de la pensée du sociologue américain.

### Controverses sur la personnalité duDrKinsey
Selon Christina Larson du Washington Monthly (en), « chaque chroniqueur de la vie de Kinsey offre un point de vue différent sur le fait que sa vie personnelle influença sa recherche, ou vice versa. Pour certains, il a été le chercheur tenace dont la curiosité innée l’a probablement aidé à se rapprocher de la vérité. « Kinsey était vraiment ce geek, essayant d'obtenir le fastidieux recueil de toute l'expérience sexuelle humaine », explique le Dr Pepper Schwartz, professeur de sociologie à l'université de Washington. Pour d'autres, explique Bill Condon, réalisateur de Dr Kinsey, celui-ci était « un artiste, marqué par ses blessures personnelles très profondes, à la recherche d'informations qui permettraient de le guérir. ».

#### Biographie de James H. Jones parue en 1997
En 1997, James H. Jones, professeur d'histoire à l'université de Houston, publie une biographie de Kinsey (finaliste du prix Pulitzer) que Roy Porter (en), professeur d'histoire de la médecine à Londres, qualifie de « franche, savante, originale, magistrale.». Cette biographie majeure de Kinsey est sans concession. Elle relève les fragilités méthodologiques sans oublier de mentionner que les évaluations scientifiques multiples, les études similaires et les corrections successives réalisées par l’institut Kinsey sont parvenues à des conclusions très proches de celles de Kinsey. Elle participe comme d’autres avant lui aux révélations des comportements sexuels intimes de Kinsey. James H. Jones conclut sur une note élogieuse,
La parution de la biographie de James H. Jones suscite de nombreux articles et ravive en particulier, plus de 50 ans après la parution des rapports Kinsey, les critiques pointant le manque de recul de Kinsey vis-à-vis de son objet d'étude

#### Controverses sur ses habitudes sexuelles
Ainsi, James H. Jones dans sa biographie, avance que ses habitudes sexuelles peu ordinaires expliquent en partie la motivation de Kinsey à promouvoir la révolution sexuelle.
Dans un article commentant la biographie de Kinsey par Jones parue en 1997, Roy Porter (en), professeur d'histoire sociale de la médecine, évoque les habitudes « masturbatoires masochistes » que Kinsey avait développées dans son adolescence et la « rage de la culpabilité qu'il avait subie » et qui expliquent sa volonté « de se prouver qu'il n'était pas "déviant" mais "normal" » et l'aspect de croisade sexuelle (sexual crusader) de ses travaux. Kinsey affiche, selon Porter, « la frénésie folle d'un évangéliste laïque. C'était comme si le dernier tabou devait être détruit, les démons de la répression enfin exorcisés ». Kinsey était « impliqué comme observateur participant, satisfaisant son homosexualité et ses goûts exhibitionnistes », appréciant « particulièrement de s'exhiber et même de se masturber devant ses collègues ». « Au fil des ans », écrit encore Porter, « la rumeur courut que Kinsey ne correspondait pas forcément à son image autoproclamée de scientifique impartial. Ces rumeurs sont maintenant confirmées jusqu'à la dernière brosse à dents. »
Richard Rhodes commentant la biographie de Jones, considère que ces conclusions ne devraient pas remettre en cause le travail de Kinsey.

## Ses dernières années, son héritage, les prémices de la «révolution sexuelle»

### Maccarthysme, peur violette, homosexualité et communisme
Au début des années 1950, à l’apogée du maccarthysme et de ses campagnes contre les homosexuels, nommées peur violette (lavender scare), l'homosexualité est encore considérée comme une maladie psychiatrique aux États-Unis et la sodomie est passible de prison dans de nombreux États du pays. La publication du premier rapport Kinsey, en particulier les statistiques qui suggéraient que l’homosexualité était beaucoup plus répandue qu’on ne le pensait, lui attirent les foudres de McCarthy[réf. nécessaire]. Selon David K. Johnson, auteur de The Lavender Scare: The Cold War Persecution of Gays and Lesbians in the Federal Government, le débat autour de la véracité et de l’utilité des conclusions du premier rapport Kinsey sur l’homosexualité masculine, fut un point central de la peur violette. Ceux qui s'y opposaient, ou au moins remettaient en cause la nécessité des purges homophobes invoquaient quasiment systématiquement les conclusions de Kinsey, pour suggérer la futilité, mais aussi le danger de mettre à l'écart une si grande proportion de la population.
Lors de l'élection de 1952, première élection présidentielle depuis le début de la peur violette, les questions de genre et de sexualité imprègnent la campagne, mélées à la stigmatisation du communisme. Le slogan de la campagne républicaine "Let’s Clean House" fait allusion à un grand nombre de comportements censément immoraux dans l'administration démocrate sortante, parmi lesquels le communisme et l'homosexualité. B. Carroll Reece, membre mccarthyste du congrès, provoque une enquête sur les soupçons de relations entre Kinsey, la fondation Rockefeller, sa principale source de financement, et le Parti communiste. Selon un schéma commun sous la peur violette, le Comité Reece cherche des témoignages remettant en question et critiquant le travail de Kinsey, pose de nombreuses questions concernant l’homosexualité. Le Comité Reece l'accuse de participer à un supposé complot communiste visant à détruire la famille traditionnelle américaine. Le rapport du Comité Reece condamne violemment son travail, ce qui fait les gros titres de la presse américaine.
Sous la pression médiatique, la Fondation Rockefeller retire son soutien financier à Kinsey, ce qui paralyse ses travaux et provoque leur arrêt[source insuffisante]. On constata plus tard que Reece avait rédigé le rapport seul sans un consensus de la commission, ce qui fit beaucoup moins de bruit et ne modifia pas la décision de la Fondation Rockefeller[réf. nécessaire].
Le sénateur McCarthy est mort un an après Kinsey. Bien que Kinsey n’ait pas connu de son vivant tout l'impact de son travail, selon le sociologue David Allyn (en), auteur de Make Love, Not War: The Sexual Revolution, an Unfettered History : « à mesure que l'hystérie anticommuniste des années 1950 s’évanouissait, le prestige post-mortem de Kinsey grandit ».
Selon Philippe Brenot, anthropologue et sexologue, Kinsey vit ainsi ses recherches freinées par ses collègues et interdites par l'ordre des médecins, brisant son ambition de recueillir 100 000 interviews.
Kinsey consacra les dernières années de sa vie à assurer avec succès la pérennité de ce qui est devenu l’institut Kinsey de recherche en sexologie, où plus de 18 000 interviews sont archivées et encore étudiées au XXIe siècle[réf. nécessaire].

### Dépénalisation de l'homosexualité aux États-Unis
Le premier rapport Kinsey est publié en 1948, le second en 1953. Entre ces deux dates, les États-Unis voient la montée du maccarthysme, et de ses nombreuses facettes. Selon J. Jones, « L'une de ces facettes que Kinsey trouvait personnellement la plus pénible était l'attaque portant sur les homosexuels dans le département d'État, et la création d'une hystérie nationale contre les homosexuels dans la société américaine ». Les hommes de la génération dirigeante maccarthyste considèrent que le débat public sur le sexe a dépassé les limites de l’acceptable ,.
En 1953, alors que la publication du 2e opus de Kinsey Sexual Behavior in the Human Female provoque un émoi encore plus grand que le premier volume, des critiques le fustigent comme un « acte d'accusation du modèle dominant de la femme américaine », la femme au foyer. Lorsqu’en janvier 1954, la presse rapporte que Kinsey et la Fondation Rockefeller sont devenus une cible du Comité Reece,, passant outre l’avis contraire du directeur médical de la Rockefeller Foundation Alan Gregg, soutien de longue date de Kinsey, le nouveau directeur général de la Fondation Dean Rusk cède à la pression et exauce les vœux de l’administration mccarthyste en décidant rapidement la suppression des subventions qui constituaient la ressource principale de l’étude de Kinsey. Kinsey consacra la majeure partie de ses dernières années à lutter contre la fermeture de son institut à la suite de ce contretemps financier majeur.
Kinsey mourut déçu ne pas avoir persuadé le monde que le sexe était une bonne chose, et qu'il était juste de montrer de la tolérance face à l'énorme variété les comportements sexuels qui existaient. Il vécut juste assez longtemps pour voir les prémices de la dépénalisation de l'homosexualité. Christina Larson écrit ainsi : « Peu après la sortie de son premier livre, une chronique influente dans le New York Times appelle à la révision des lois prohibant la sodomie, les données de Kinsey ayant révélé que de tels actes étaient beaucoup plus répandus qu’on pouvait le croire ». Citant Kinsey, le modèle de code pénal de l’American Law Institute publié en 1955 inscrit dans la loi le droit d’adultes consentants à s'engager dans des relations homosexuelles.

### Révolution sexuelle, travaux de Masters et Johnson
Kinsey fut un fervent partisan de la contraception sous toutes ses formes, tant à travers ses écrits que dans son enseignement. Ses discussions avec ses étudiants lui révèlent un besoin criant, la plupart des jeunes gens étant dans la plus totale ignorance des moyens de contraception déjà existants. À son apogée, le maccarthysme tendait à imposer la morale victorienne selon laquelle le sexe était acceptable uniquement s'il avait un but procréatif, et créait une atmosphère culturelle et politique défavorable au contrôle des naissances. En 1960, la Food and Drug Administration finit par approuver la première pilule contraceptive orale.
Dans le sillage de Kinsey, William Masters et Virginia Johnson initièrent à leur tour une étude à grande échelle sur le comportement sexuel. Les travaux de Masters et Johnson coïncident avec la révolution sexuelle des années 1960. L'approche comportementale de Kinsey servit de fondation à l'étude de Masters et Johnson, qui approfondissent les aspects biologiques et physiologiques de l'activité sexuelle dans leur étude de la réponse sexuelle humaine. Ils furent pionniers en matière de sexologie et de sexothérapie.

## Publications
- Alfred Kinsey, Wardell Pomeroy et Clyde Martin, Le Comportement sexuel de l’homme [« Sexual Behavior in the Human Male »], Paris, Pavois, 1948, 1020 pages (ISBN 0253334128, lire en ligne)
- Alfred Kinsey, Wardell Pomeroy, Clyde Martin et Paul Gebhard, Le Comportement sexuel de la femme [« Sexual Behavior in the Human Female »], Paris, Pavois, 1953, 1020 pages (ISBN 025333411X, lire en ligne); réédition: Amiot-Dumont, coll. « Toute la ville en parle », 1954

## Cinéma et télévision
- Dr Kinsey (Kinsey), de Bill Condon, sort en salles en 2004, avec Liam Neeson dans le rôle-titre.
- En 1998, un documentaire intitulé Kinsey's Paedophiles (Les Pédophiles de Kinsey) produit et réalisé par Tim Tate est diffusé sur la chaîne publique britannique Channel 4 pour l'émission Secret History (en) (saison 6, épisode 10).
- L'échelle de Kinsey est citée deux fois au cinéma en 2010, dans Kaboom de Gregg Araki et Les Amours imaginaires de Xavier Dolan, tous deux réalisateurs ouvertement homosexuels.
- En 2019, dans la saison 3 de la série Skam France, les personnages évoquent l'échelle de Kinsey dans l'épisode 3, séquence 2 : Mercredi 12h10 - Tu choisis pas. La séquence 3 du même épisode s'intitule : Mercredi 21h05 - L'échelle de Kinsey.